# ウッドオフィスキャリア
ウッドオフィスキャリア株式会社（英名：Wood's Office Career）は、テレビ番組等の映像コンテンツを企画・製作するウッドオフィス株式会社のマネジメント部を2012年9月に分社化した派遣会社である。

## 沿革
- 2012年（平成24年）9月、ウッドオフィス株式会社のマネジメント部を分社化する形で設立。
- 2013年（平成25年）1月、一般労働者派遣事業認可。

## 役員構成
代表取締役社長　：名取　禎

取締役制作本部長：五十嵐　洋文

取締役　　　　　：鈴木　則寿

## 概要
NHK・民放各テレビ局をはじめ映像コンテンツ制作現場に制作スタッフを派遣・出向している他、一般企業にも人材を派遣している。

## 主な派遣・出向先

### 現在
NHK
- きょうの世界

日本テレビ系
- NNN報道関連番組
- 日テレNEWS24

TBS系
- みのもんたの朝スバッ!
- はなまるマーケット
- ひるおび!
- NEWS23・スポーツコーナー
- リンカーン
- ウンナン極限ネタバトル! ザ・イロモネア 笑わせたら100万円
- S☆1
  - スパサカ
  - J-SPO

フジテレビ系
- めざにゅ〜
- めざましテレビ
- めざましどようび
- 情報プレゼンター とくダネ!
- スーパーニュース
- 笑っていいとも!
  - 笑っていいとも!増刊号
- すぽると!
- MUSIC FAIR
- とんねるずのみなさんのおかげでした
- 爆笑レッドカーペット
- アイドリング!!!
- エチカの鏡〜ココロにキクTV〜

テレビ朝日系
テレビ東京系
J SPORTS

### 過去
NHK
日本テレビ系
TBS系
- NEWS23・スポーツコーナー
- 恋するハニカミ!
- オビラジR
- 学校へ行こう!MAX
- ドッカ〜ン!
- ヤレデキ!世界大挑戦

フジテレビ系
- ココリコミラクルタイプ
- ジャンプ!○○中
- スパイスTV どーも☆キニナル!
- 新しい波16
- ふくらむスクラム!!

テレビ朝日系
テレビ東京系
J SPORTS